# Alexander Bain
Alexander Bain (Aberdeen, 11 giugno 1818 – Aberdeen, 18 settembre 1903) è stato un filosofo e pedagogista scozzese.

## Biografia
Nato da George Bain e Margaret Paul, all'età di undici anni lasciò la scuola per lavorare come tessitore. Nel 1836 entrò al Marischal College e passò sotto l'influenza di John Cruickshank, professore di matematica, Thomas Clark, professore di chimica, e William Knight, professore di filosofia naturale. Nella sua carriera universitaria si distinse soprattutto nella filosofia mentale, in matematica e fisica. Verso la fine del suo corso di arti divenne un collaboratore del Westminster Review. Questo fu l'inizio della sua collaborazione con John Stuart Mill, che portò poi ad una lunga amicizia. Nel 1841 Bain sostituì il dottor Glennie, il professore di filosofia morale che, per problemi di salute, non era in grado di adempiere alle sue funzioni accademiche. Continuò in questa attività per tre mandati consecutivi, durante i quali seguitò a scrivere per il Westminster Review ed aiutò Mill nella revisione del manoscritto del suo sistema di logica (1842). Nel 1843 contribuì alla prima revisione del libro di Londra e Westminster.

### Carriera

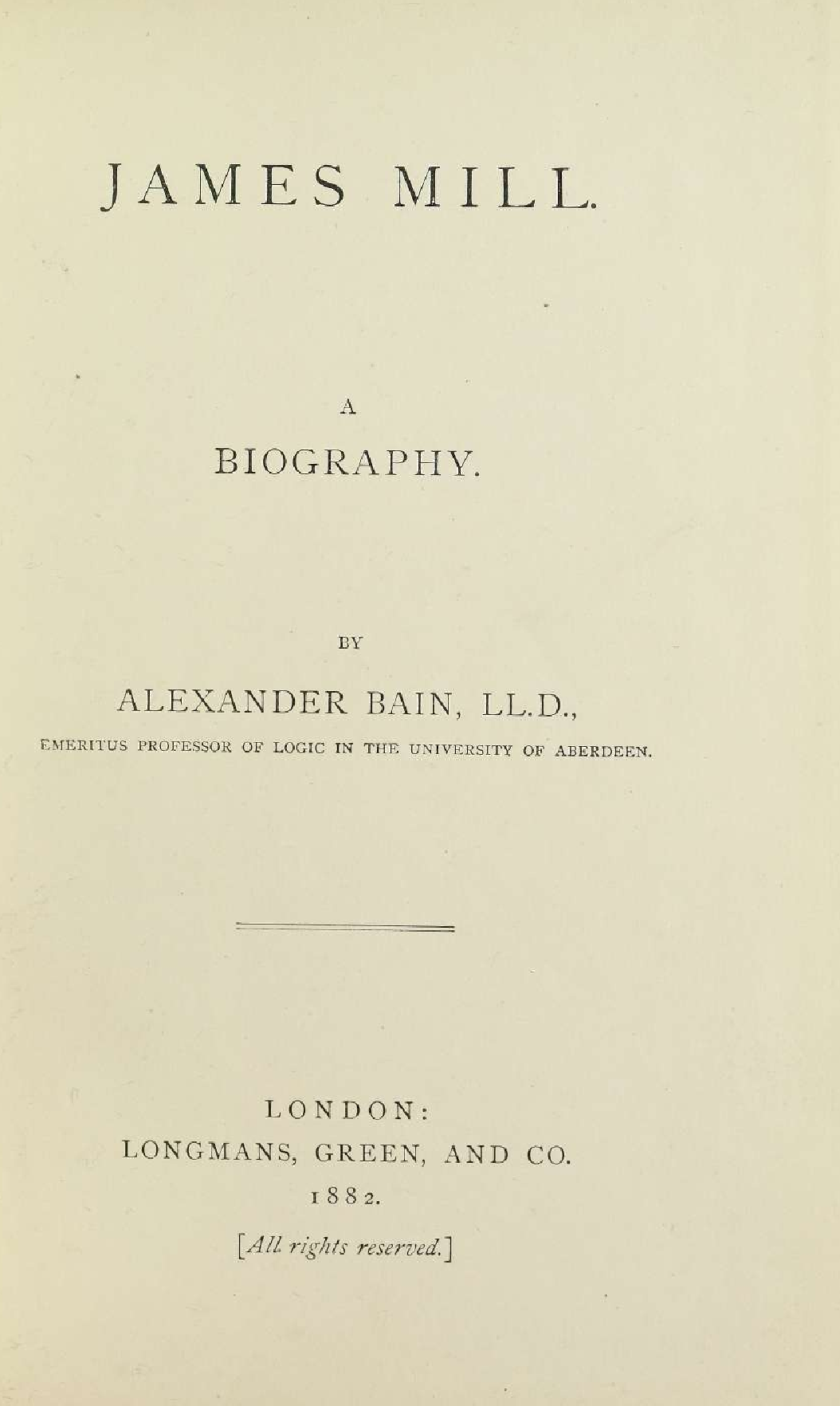
James Mill, 1882

Nel 1845 fu nominato professore di matematica e filosofia naturale presso l'Università Andersoniana di Glasgow. Un anno dopo, preferendo un campo più vasto, rassegnò le dimissioni e si dedicò alla scrittura. Nel 1848 si trasferì a Londra per occupare un posto nel consiglio della Salute e divenne un membro di spicco del circolo che comprendeva George Grote e John Stuart Mill. Nel 1855 pubblicò il suo primo lavoro importante, The Senses and the Intellect, seguito nel 1859 da The Emotions and the Will. Questi trattati gli valsero una posizione tra i pensatori indipendenti. Fu esaminatore di filosofia logica e morale (1857-1862 e 1864-1869) presso l'Università di Londra. Acquisì una certa fama per il suo lavoro sugli ermafroditi.
Nel 1860 venne nominato alla nuova cattedra di logica e di letteratura inglese presso l'Università di Aberdeen (a seguito della fusione dei due collegi, King's e Marischal nel 1858). Fino a tale data né logica né letteratura inglese avevano ricevuto adeguata attenzione ad Aberdeen e Bain si dedicò alla eliminazione di tali carenze. Egli riuscì non solo a elevare il livello di istruzione in generale nel nord della Scozia, ma anche nella formazione di una scuola di filosofia e riuscì ampiamente ad influenzare l'insegnamento della grammatica inglese e della composizione. I suoi sforzi vennero indirizzati alla preparazione dei libri di testo: Higher English Grammar e An English Grammar vennero entrambi pubblicati nel 1863, seguiti nel 1866 dal Manual of Rhetoric, nel 1872 da A First English Grammar e nel 1874 da The Companion to the Higher Grammar. Queste opere risultarono dettagliate e dal proprio punto di vista originali e questi metodi incontrarono ampio consenso.
I suoi scritti filosofici già pubblicati, in particolare The Senses and the Intellect (a cui venne aggiunto, nel 1861, The Study of Character, comprendente un Estimate of Phrenology), erano troppo ponderosi per un uso efficace in classe. Pertanto nel 1868, pubblicò il suo manuale di scienze morali e mentali, essenzialmente una forma condensata dei suoi trattati, con le dottrine ribadite, e in molti casi appena illustrate, e con molte importanti aggiunte. L'anno 1870 vide la pubblicazione di Logic, anche questo concepito a uso degli studenti,  basato su J. S. Mill, ma differiva da questo in molti particolari ed era caratteristico per il suo trattamento della dottrina della conservazione dell'energia in relazione al nesso di causalità e l'applicazione dettagliata dei principi di logica per le varie scienze. I suoi sforzi per migliorare l'istruzione in Scozia vennero riconosciuti con il conferimento della laurea honoris causa di dottore in giurisprudenza presso l'Università di Edimburgo nel 1871. Seguirono due pubblicazioni in International Scientific Series, vale a dire, Mind and Body (1872) e Education as a Science (1879).
Tutte queste opere, dalla grammatica inglese superiore in poi, vennero scritte da Bain durante i suoi venti anni di insegnamento ad Aberdeen. Fondò anche la rivista filosofica, The Mind, il cui primo numero apparve nel gennaio 1876, edito da un suo ex allievo, Croom George Robertson, dell'University College di Londra. A questa rivista Bain contribuì con molti importanti articoli e discussioni; sostenne poi tutte le spese fino a quando Robertson, a causa di una malattia, si dimise dalla direzione nel 1891.
Gli successe William Minto, uno dei suoi allievi più brillanti. Tuttavia il suo interesse per il pensiero e il suo desiderio di completare lavoro tracciato negli anni precedenti rimasero appassionati come sempre. Di conseguenza, nel 1882 apparve la biografia di James Mill e con essa John Stuart Mill: a Criticism, with Personal Recollections. Successivamente, nel 1884, fu la volta di una collezione di articoli, molti dei quali già apparsi in riviste, sotto il titolo di Practical Essays. A questo seguì (1887-1888) una nuova edizione di Rhetoric e assieme ad essa un libro su Teaching English, un'esaustiva applicazione dei principi di retorica e di critica stilistica ad uso degli insegnanti. Nel 1894 ripubblicò una nuova edizione di The Senses and the Intellect che conteneva le sue ultime parole sulla psicologia. Nel 1894 apparvero anche gli ultimi suoi contributi a Mind. Gli ultimi anni li passò ad Aberdeen dove morì. Si sposò due volte ma non ebbe figli.
Bain ebbe un grande interesse e spesso un ruolo attivo nei movimenti politici e sociali del tempo. Dopo il suo ritiro dalla cattedra di logica venne eletto per due volte rettore dell'università per un periodo complessivo di sei anni. Fu un sostenitore strenuo della riforma, in particolare nell'insegnamento delle scienze, e sostenne che le lingue moderne avrebbero dovuto avere un posto nel curriculum. Un suo busto di marmo si trova nella biblioteca pubblica ed il suo ritratto è presente nel Collegio Marischal. Anche se la sua influenza come logico, grammatico e scrittore di retorica è stata considerevole, la sua reputazione si basa sulla sua psicologia. Assieme a Johannes Peter Müller, nella convinzione psychologus nemo nisi physiologus, è stato il primo in Gran Bretagna, nel corso del XIX secolo, ad applicare la fisiologia in maniera approfondita nella spiegazione degli stati mentali. È stato il creatore della teoria del parallelismo psicofisico, che viene utilizzato così ampiamente come base di lavoro dagli psicologi moderni. La sua idea di applicare il metodo della storia naturale alla classificazione dei fenomeni psichici, diede carattere scientifico al suo lavoro, il cui valore è stato rafforzata dalla sua esposizione metodica e dalla capacità di illustrazione. In linea con questo è anche la sua proposta che la psicologia deve essere affrancata dalla metafisica e ciò avvenne senza dubbio in quanto la psicologia aveva ormai acquisito il valore di una distinta scienza positiva.
William James definisce il suo lavoro "l'ultima parola" della fase precedente della psicologia, ma fu, in realtà, il pioniere della nuova. Successive indagini psicofisiche "sono state tutte" nello spirito del suo lavoro e anche se sostenne sempre il metodo introspettivo dell'indagine psicologica, fu tra i primi ad apprezzare l'aiuto che esse potevano dare alla psicologia sociale e del bambino. Egli può giustamente rivendicare il merito di aver guidato il risveglio psicologico dei pensatori inglesi della seconda metà XIX secolo. Sottolineò l'importanza delle nostre esperienze attive di movimento e di sforzo, e anche se la sua teoria del senso di innervazione centrale non è più tenuta come da lui proposta, il suo valore come suggerimento agli psicologi è ancora grande. La sua autobiografia, pubblicata nel 1904, contiene un elenco completo delle sue opere e anche la storia degli ultimi tredici anni della sua vita.
Opere (oltre alle su menzionate): edizione con note di Paley di Moral Philosophy (1852); Education as a Science (1879); Dissertations on leading philosophical topics (1903, principalmente ristampata su lavori di Mind); collaborazione con J. S. Mill e Grote nell'edizione di Analysis of the Phenomena of the Human Mind (1869) di James Mill e collaborò all'edizione dell'opera di Grote, Aristotle and Minor Works; scrisse anche una memoria sull'opera Philosophical Remains (1894) di G. Croom Robertson.

## Opere
- Alexander Bain, James Mill, London, Longmans, Green & Co, 1882. URL consultato il 13 luglio 2015.